# Andrea Habay
Andrea Habay (né André Habay à Paris 13e le 12 décembre 1880 et mort à Naples le 26 juillet 1950) est un acteur de cinéma français actif entre 1914 et 1927.

## Biographie
André Habay est apparu dans plus de quarante films à l'époque du cinéma muet, principalement en Italie. Il a également réalisé trois films au début des années 1920.
Le 11 septembre 1913, des plans du dernier acte de Carmen sont tournés dans les arènes de Nîmes afin d’enrichir de quelques vues nouvelles le film déjà produit par une « grande maison marseillaise ». Les principaux artistes sont : Mlle Marguerite Sylva de l’Opéra-comique, dans le rôle de Carmen, et Habay du théâtre Sarah Bernhardt, dans le rôle de Don José. La mise en scène est confiée à M. Decroix.
Il a joué le rôle de Pétrone dans l'épopée Quo Vadis de 1924, un de ses derniers films.

## Filmographie partielle

### Acteur
- 1915 : Il capestro degli Asburgo (littéralement « La Corde des Habsbourg ») de Gustavo Serena.
- 1916 : Le Phalène de Carmine Gallone
- 1917 : Ivan le Terrible de Enrico Guazzoni.
- 1917 : Rhapsodie satanique de Nino Oxilia.
- 1924 : Quo Vadis de Gabriellino D'Annunzio et Georg Jacoby.
- 1927 : Il gigante delle Dolomiti de Guido Brignone

### Réalisateur
- 1921 : Il cielo
- 1921 : Il mare
- 1922 : Colui che seppe amare